# Pteris laevis
Pteris laevis är en kantbräkenväxtart som beskrevs av Georg Heinrich Mettenius. Pteris laevis ingår i släktet Pteris och familjen Pteridaceae. Inga underarter finns listade.